# 하사엘
하사엘(Hazael, /ˈheɪziəl/; 히브리어: חֲזָהאֵל‎, 현대 히브리어: Ḥaza'ēl, 티베리아 히브리어: H̱azā'ēl, 아카드어: 𒄩𒍝𒀪𒀭 Ḫa-za-’-ilu)는 궁정의 신하이자 아람의 왕이 된 자로 성경에 언급되는 인물이다. 하사엘 왕 통치기에 아람 다마스쿠스는 시리아의 대부분과 이스라엘 지역을 점령하는 제국으로 성장한다

## 어원
하사엘의 원어인 "חֲזָהאֵל"는 셈어파로 '본다'는 의미의 3음절, h-z-y과 하나님을 나타내는 말인 "엘"에서 기원한다. 즉 "하나님께서 보셨다"는 의미이다.

## 성경의 언급
하사엘은 열왕기상 19장 15절에서 여호와가 호렙산의 선지자 엘리야에게 하사엘을 아람 다마스커스 왕으로 지정하라고 명령하며 처음으로 언급된다. 수년 후 시리아의 왕 벤하닷 2세가 병에 걸렸을 때 신하인 하사엘을 엘리야의 후계자 엘리사에게 예물과 같이 보내게 된다. 엘리사는 하사엘에게 벤하닷 2세가 병으로부터는 회복될 것이나, 다른 이유로 죽게 될 것이라고 전달하라고 한다 (열왕기하 8:10). 하사엘은 다마스쿠스의 벤하닷 2세에게 돌아온 다음날, 왕을 목졸라 죽이고 왕위에 오르게 된다.
통치 기간 동안(c. 842-800 BC), 하사엘은 아람과 이스라엘 왕 여호람, 유다 왕 아하시야와 아람 사이의 전쟁을 주도하였다. 길르앗 라못의 승리 이후 2차례에 걸친 앗수르의 공격에 반격하고, 요르단 동편의 이스라엘 영토와 블레셋의 도시 가드를 포위하고, 예루살렘 정복을 시도하였다 (열왕기하 12:17). 하사엘왕의 죽음은 열왕기하 13:24에 2회 언급된다.

## 텔 단 비석
텔 단에서 발견된 기념비적인 아람어 비석은 대부분의 학자들에 의해 하사엘 왕이 이스라엘과 유다왕 과의 승리를 기념하기 위해 만든 것으로 추정된다. 최근 텔 에스사피와 가드 발굴에서 하사엘의 가드 포위와 승전 기록에 대한 극적인 증거가 발견되었다. 9세기말 텔 자이타흐Tel Zayit 부락의 파괴도 하사엘의 전쟁과 관련되었을 가능성이 있다. 유다왕 요아스는 하사엘의 침공을 무마하기 위하여 솔로몬 왕궁과 사원의 보석을 제공하였다.

## 하사엘의 유물
비문을 통해 하네스의 유물로 판명된 전차 말안장의 청동 장식이 사모스섬의 헤라 신전과 에우보이아의 에리트리아의 아폴론 신전에 헌물로 바쳐진 것이 그리스 영토 2곳에서 발견되었다. 이 비문은 "하닷이 움크'Umq에서 우리 왕 하사엘이 강을 건넌 해에 주었다"고 해석된다. 이 강은 오론테스강으로 추정된다. 삼각형 모양의 앞면은 "백수의 왕"이 있는데 양 손에 거꾸로 된 스핑크스와 사자를 들고 있으며, 풍만한 유방의 여신들이 사자 머리 앞에서 가슴을 가리고 있다. 티글라트-필레세르 3세가 기원전 733년경에 다마스쿠스를 점령했을 때 전리품의 일부가 그리스 에우보이아에 전달된 것으로 이해된다.